# Эмон I де Бурбон
Эмон I (фр. Aymon I; ум. после января 954), сеньор де Бурбон (до 950 — после 954).

## Биографические сведения
Сын Эмара, сеньора де Бурбон, и Эрменгарды.
Его происхождение и примерные годы правления удостоверяются всего двумя документами — хартиями, выданными приории Сувиньи в 15-м и 18-м годах правления короля Людовика IV Заморского. Согласно хартии от ноября 950 или 951, он возвращал монахам Сувиньи вольности, предоставленные его отцом, и ранее незаконно отобранные самим Аймоном. Вторая хартия, выданная в замке Бурбон в январе 953 или 954, и подписанная также женой Аймона Адельсиндой, и их сыновьями Жеро и Аршамбо, подтверждала первую.
Среди 13 свидетелей, подписавших грамоту 953/954 года фигурируют имена Гуго и Одон, на основании чего некоторые составители генеалогий делали смелое предположение, что речь идёт о Гуго Великом и его сыновьях Гуго Капете и Оттоне Бургундском, и объявляли их родственниками Аймона, пытаясь таким образом связать родством первый дом Бурбонов с Капетингами.

## Семья
Жена: Адельсинда
Дети:
- Жеро (ум. после 954)
- Аршамбо I (ок. 930/935 — ок. 990)